# Dunston, Norfolk
Dunston är en by i civil parish Stoke Holy Cross, i distriktet South Norfolk, i grevskapet Norfolk, i England. Byn är belägen 6 km från Norwich. Dunston var en civil parish fram till 1935 när blev den en del av Stoke Holy Cross. Civil parish hade 63 invånare år 1931. Byn nämndes i Domedagsboken (Domesday Book) år 1086, och kallades då Dunestun(a)/Dustuna.